# Brdo, Tržič
Brdo este o localitate din comuna Tržič, Slovenia, cu o populație de 24 de locuitori.